# Cicurina porteri
Cicurina porteri là một loài nhện trong họ Dictynidae.
Loài này thuộc chi Cicurina. Cicurina porteri được Willis J. Gertsch miêu tả năm 1992.